# Musoma Urban (huyện)
Musoma Urban là một huyện thuộc vùng Mara, Tanzania. Thủ phủ của huyện Musoma Urban đóng tại Musoma. Huyện Musoma Urban có diện tích 28 ki lô mét vuông. Đến thời điểm điều tra dân số ngày 25 tháng 8 năm 2002, huyện Musoma Urban có dân số 107855 người.